# Lâu đài Lidzbark Warmiński
Lâu đài của các Giám mục Warmia (tiếng Đức: Burg Heilsberg) là một lâu đài kiên cố từ thế kỷ 14 nằm ở thị trấn Lidzbark Warmiński, Warmian-Masurian Voivodeship, Ba Lan. Đây là một trong những công trình kiến trúc Gothic quý giá nhất trong cả nước và là điểm đến phổ biến với các khách du lịch.

## Miêu tả
Các thành trì nguy nga ở Lidzbark Warmiński, trong nhiều thế kỷ là thị trấn lớn nhất ở Warmia, nằm bên cửa sông Symsarna với dòng sông Łyna. Thành trì được bao quanh bởi một con hào phòng thủ. Một "con hào khô" được thêm vào bao quanh các khu dân cư địa phương nằm gần thành trì - tất cả các cấu trúc phòng thủ tồn tại ngoại trừ hào nước ở phía bắc, nơi đặt cối xay gió của lâu đài. Lâu đài được xây dựng theo sơ đồ hình vuông, với những bức tường dài 48,5 mét. Một tòa tháp mười bốn cấp nằm ở cánh phía đông bắc của lâu đài. Phần dưới của tòa tháp, được xây dựng theo cấu trúc hình vuông có các cột sau - trong khi phần trên của tháp là cấu trúc hình bát giác. Bốn góc còn lại của lâu đài có những tòa tháp trang trí hình vuông nhỏ, có thiết kế thay đổi trong suốt nhiều thế kỷ. Sân lâu đài được tạo thành từ hai tầng - cả hai đều có hành lang; đây là những tu viện lịch sử duy nhất ở Ba Lan không thay đổi về mặt kiến trúc. Thành trì có các khía cạnh liên quan đến Dòng Teutonic, có phong cách kiến trúc có thể được nhìn thấy trong sân của lâu đài nhưng cũng được truy tìm ở cấp độ đại diện của lâu đài trong: nhà nguyện; nhà ăn nhỏ và lớn; trong tâng hội; hội trường chung; và trong các phòng của các giám mục. Lâu đài đóng vai trò là một trong những điểm thu hút chính của thị trấn và thường xuyên tổ chức các sự kiện quán rượu trong những tháng mùa thu.

## Lịch sử

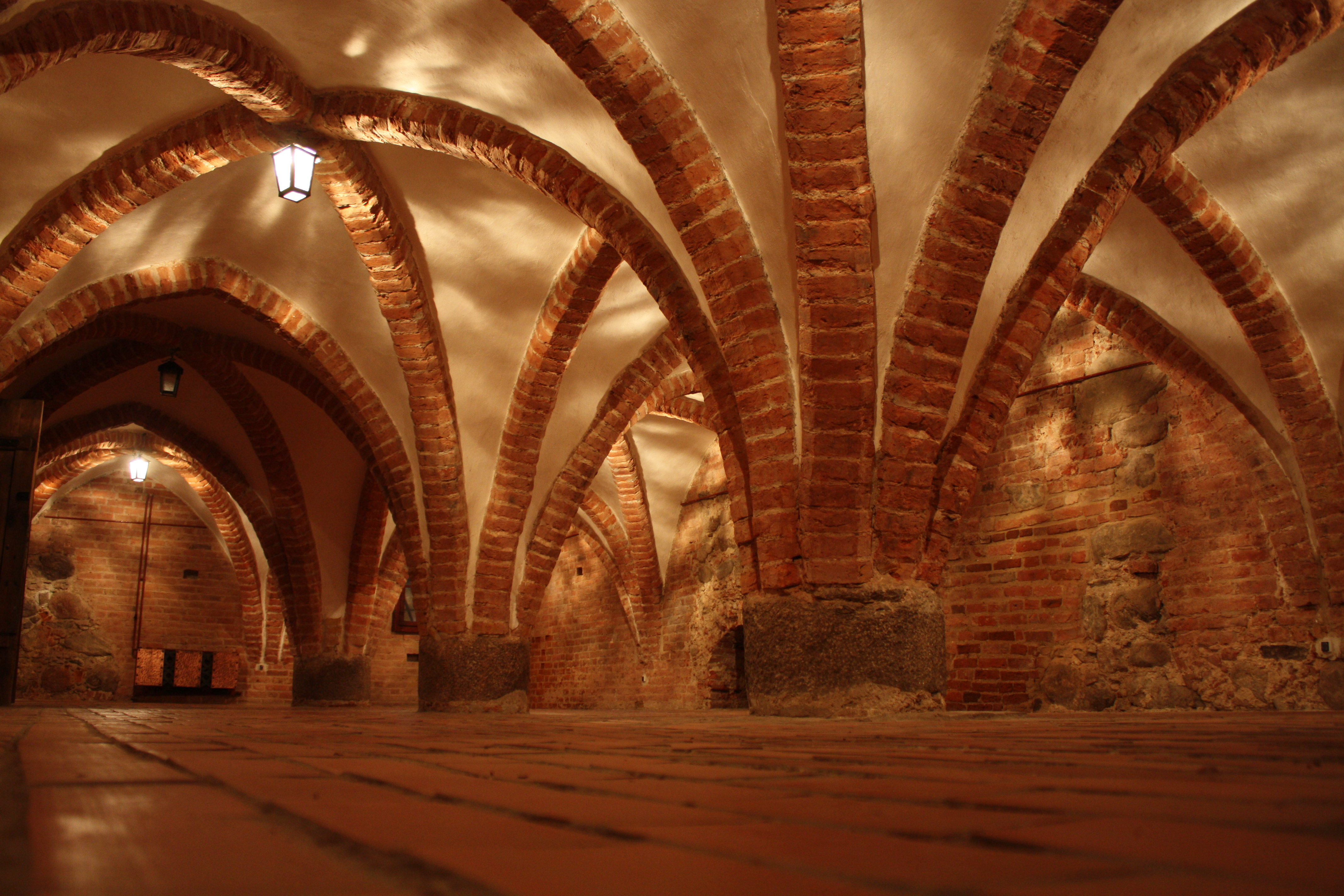
Hầm rượu vang trong lâu đài của các giám mục Warmian ở Lidzbark Warmiński

Lâu đài được xây dựng trong khoảng thời gian từ 1350 đến 1401 với tư cách là trụ sở của các giám mục Warmian, sau đó sẽ vào tay Dòng Teutonic. Các Hiệp sĩ Teutonic đã mất lâu đài vào năm 1466, sau Hòa bình Toruń thứ hai - pháo đài là một phần của Khối thịnh vượng chung Ba Lan-Litva cho đến năm 1795 (sau Phân vùng thứ ba của Ba Lan, nơi bức tường lâu đài phía sau phát triển mạnh mẽ. Năm 1794, Ignacy Krasnicki, giám mục cư trú cuối cùng ở đây, rời khỏi lâu đài. Những người kế vị của ông - giám mục Karol và Józef Hohenzollern - chuyển đến Oliwa. Năm 1963, lâu đài trở thành cơ sở của Chi nhánh Bảo tàng Warmia và Masuria ở Olsztyn.